# Torneo Clausura 2024 (Honduras)
El Torneo Clausura 2024 (también llamado Liga Betcris de Clausura 2024, por motivos de patrocinio), fue la 85.ª edición de la Liga Nacional de Honduras, siendo el segundo torneo de la Temporada 2023-24. Comenzó a disputarse el 20 de enero y culminó el 25 de mayo de 2024.

## Sistema de competición

### Fase de clasificación
En la fase de clasificación se observará el sistema de puntos. La ubicación en la tabla general está sujeta a lo siguiente:
- Por juego ganado se obtendrán tres puntos.
- Por juego empatado se obtendrá un punto.
- Por juego perdido no se otorgan puntos.

El campeonato se jugará con un sistema de «Todos contra Todos» entre los diez equipos participantes. Los partidos estarán definidos en 18 jornadas, y al finalizar las mismas los primeros dos lugares clasificarán de manera automática a las semifinales, mientras que los equipos que ocuparon el 3°, 4°, 5° y 6° puesto tendrán que jugar la «Liguilla final» (repechajes) en partidos de ida y vuelta; el resto de los equipos quedará sin ninguna opción a pelear por el título.

### Fase final
La fase final se definirá por las siguientes etapas:
- Liguilla Semifinal
- Semifinales
- Final

A las semifinales clasificarán los dos equipos vencedores de la «Liguilla semifinal» y los antes clasificados de manera directa. Cada uno de estos cuatro equipos se enfrentarán en dos partidos (ida y vuelta) y el que logre anotar el mayor número de goles obtendrá un cupo en la «Gran Final». De existir empate en el número de goles anotados, la clasificación se definirá a través del Reglamento, es decir, el equipo que haya terminado en mejor posición en la tabla general del Clausura 2024.
Disputarán el título de Campeón del Torneo de Clausura 2024 los dos clubes vencedores de la fase semifinal correspondiente, reubicándolos del uno al dos, de acuerdo a su mejor posición en la Tabla de Clasificación al término de la jornada 18.

## Información de los equipos

### Equipos participantes
| Equipo        | Ciudad                        | Entrenador        | Capitán          | Estadio                  | Capacidad | Fundación | Indumentaria    | Patrocinador       | Televisora  |
| ------------- | ----------------------------- | ----------------- | ---------------- | ------------------------ | --------- | --------- | --------------- | ------------------ | ----------- |
| Génesis       | Comayagua, Comayagua          | Reynaldo Tilguath | Franco Güity     | Carlos Miranda           | 10.000    | 2018      | Huriver         | Melaminas Génesis  | TVC         |
| Marathón      | San Pedro Sula, Cortés        | Hernán Medina     | Clayvin Zúniga   | Yankel Rosenthal         | 9.000     | 1925      | Joma            | JVC                | TVC         |
| Motagua       | Tegucigalpa, Distrito Central | Diego Vázquez     | Marcelo Pereira  | Chelato Uclés            | 35.000    | 1928      | Joma            | Pepsi              | TVC         |
| Olancho       | Juticalpa, Olancho            | Humberto Rivera   | Óscar Almendárez | Juan Ramón Brevé         | 20.000    | 2016      | Maca Sportswear | Banco de Occidente | TVC         |
| Olimpia       | Tegucigalpa, Distrito Central | Pedro Troglio     | Jerry Bengtson   | Chelato Uclés            | 35.000    | 1912      | Umbro           | Banco Atlántida    | TVC         |
| Real España   | San Pedro Sula, Cortés        | Miguel Falero     | Jhow Benavídez   | Morazán                  | 18.000    | 1929      | Kelme           | Salvavida          | TVC         |
| Real Sociedad | Tocoa, Colón                  | Jhon Jairo López  | Rony Martínez    | Francisco Martínez Durón | 7.000     | 1988      | Gocas Sport     | Molineros's        | TVC         |
| UPNFM         | Tegucigalpa, Distrito Central | Orlando López     | Lesvin Medina    | Chelato Uclés            | 35.000    | 2010      | Huriver         | Super Opticas      | TVC         |
| Victoria      | La Ceiba, Atlántida           | Salomón Nazar     | José Velásquez   | Ceibeño                  | 18.000    | 1935      | Gocas Sport     | Banco de Occidente | TVC         |
| Vida          | La Ceiba, Atlántida           | David Fúnez       | Marcelo Canales  | Ceibeño                  | 18.000    | 1940      | Nova Sport      | Tigo               | Tigo Sports |

| Equipos por departamento | Equipos por departamento | Equipos por departamento       | Equipos por departamento                                                               |
| Departamento             | N.º                      | Equipos                        | Mapa                                                                                   |
| ------------------------ | ------------------------ | ------------------------------ | -------------------------------------------------------------------------------------- |
| Francisco Morazán        | 3                        | Motagua, Olimpia y Lobos UPNFM | Génesis Motagua Olimpia Real Sociedad Real España Marathón Vida Victoria Olancho UPNFM |
| Cortés                   | 2                        | Marathón y Real España         | Génesis Motagua Olimpia Real Sociedad Real España Marathón Vida Victoria Olancho UPNFM |
| Atlántida                | 2                        | Vida y Victoria                | Génesis Motagua Olimpia Real Sociedad Real España Marathón Vida Victoria Olancho UPNFM |
| Comayagua                | 1                        | Génesis                        | Génesis Motagua Olimpia Real Sociedad Real España Marathón Vida Victoria Olancho UPNFM |
| Colón                    | 1                        | Real Sociedad                  | Génesis Motagua Olimpia Real Sociedad Real España Marathón Vida Victoria Olancho UPNFM |
| Olancho                  | 1                        | Olancho                        | Génesis Motagua Olimpia Real Sociedad Real España Marathón Vida Victoria Olancho UPNFM |

### Cambios de entrenadores
| Equipo      | Entrenador saliente       | Jornadas | Nuevo entrenador          | Jornadas |
| ----------- | ------------------------- | -------- | ------------------------- | -------- |
| Olancho     | Mauro De Giobbi           | Pre.     | Humberto Rivera           | Pre.     |
| Victoria    | Hernán Medina             | Pre.     | Salomón Nazar             | Pre.     |
| Marathón    | Salomón Nazar             | Pre.     | Hernán Medina             | Pre.     |
| Vida        | Héctor Vargas             | Pre.     | Raúl Martínez             | Pre.     |
| Vida        | Raúl Martínez             | 1 - 4    | Leonardo Rodríguez (int.) | 5 -      |
| Lobos UPNFM | Ramón Maradiaga           | 1 - 9    | Juan Flores (int.)        | 10 -     |
| Vida        | Leonardo Rodríguez (int.) | 5 - 10   | Matías Quinteros          | 11 -     |
| Lobos UPNFM | Juan Flores (int.)        | 10 - 11  | Orlando López             | 12 -     |
| Vida        | Matías Quinteros          | 11 - 12  | David Fúnez               | 12 -     |

### Jugadores extranjeros
| Equipo        | Jugador 1           | Jugador 2        | Jugador 3        | Jugador 4           |
| ------------- | ------------------- | ---------------- | ---------------- | ------------------- |
| Génesis       | Juan Diego Lasso    | Stiven Dávila    | Roberto Moreira  | Marco Morales       |
| Marathón      | César Samudio       | Mathías Techera  | Javier Rivera    | Maxi Pérez          |
| Motagua       | Agustín Auzmendi    | Jorge Serrano    | Rodrigo Gómez    | Rodrigo Auzmendi    |
| Olimpia       | Yustin Arboleda     | Yan Maciel       | Gabriel Araújo   |                     |
| Olancho       | Brian Visser        | Fabricio Silva   | Lucas Campana    | Federico Sellecchia |
| Real España   | Sebastián Hernández | Jim Varela       | Kennedy Rocha    | Carlos Small        |
| Real Sociedad | Luis Ortiz          | Álvaro Torres    | Matías Soto      | Rodrigo Rodríguez   |
| UPNFM         |                     |                  |                  |                     |
| Victoria      | Gaspar Triverio     | Luis Hurtado     | Julani Archibald | Brian Calabrese     |
| Vida          | Gabriel Tellas      | Matías Quinteros | Bandera de ?     | Bandera de ?        |

1. ↑  El equipo tiene como política contratar solamente jugadores nacionales.

#### Jugadores extranjeros por nacionalidad
| País                   | Jugadores |
| ---------------------- | --------- |
| Argentina              | 11        |
| Uruguay                | 7         |
| Colombia               | 5         |
| Panamá                 | 4         |
| Brasil                 | 3         |
| Chile                  | 1         |
| Paraguay               | 1         |
| San Cristóbal y Nieves | 1         |
| Total                  | 33        |

## Estadios
| |                                                                                 | |
| |                                                                                 | |
| Estadio Nacional Chelato Uclés Ciudad: Tegucigalpa Capacidad: 35 000 Clubes: Olimpia, Motagua y Lobos UPNFM | Estadio Juan Ramón Brevé Ciudad: Juticalpa Capacidad: 20 000 Club: Olancho FC   | Estadio Francisco Morazán Ciudad: San Pedro Sula Capacidad: 21 500 Club: Real España                   |
| |                                                                                 | |
| Estadio Ceibeño Ciudad: La Ceiba Capacidad: 17 000 Clubes: Vida y Victoria                                  | Estadio Yankel Rosenthal Ciudad: San Pedro Sula Capacidad: 9 000 Club: Marathón | Estadio Francisco Martínez Ciudad: Tocoa Capacidad: 7 000 Club: Real Sociedad                          |
| |                                                                                 | |
| Estadio Carlos Miranda Ciudad: Comayagua Capacidad: 10 000 Club: Génesis                                    | Estadio Emilio Williams Ciudad: Choluteca Capacidad: 8 000 Club: Lobos UPNFM    | Estadio Olímpico Metropolitano Ciudad: San Pedro Sula Capacidad: 37 325 Clubes: Marathón y Real España |

## Fase de clasificación

### Clasificación
| Pos. | Equipo        | Pts. | PJ | G  | E | P  | GF | GC | Dif. | Clasificación |
| ---- | ------------- | ---- | -- | -- | - | -- | -- | -- | ---- | ------------- |
| 1    | Marathón      | 35   | 18 | 11 | 2 | 5  | 33 | 18 | +15  | Semifinales   |
| 2    | Motagua       | 34   | 18 | 9  | 7 | 2  | 30 | 15 | +15  | Semifinales   |
| 3    | Olimpia       | 33   | 18 | 9  | 6 | 3  | 33 | 14 | +19  | Repechaje     |
| 4    | Olancho       | 29   | 18 | 7  | 8 | 3  | 18 | 11 | +7   | Repechaje     |
| 5    | Génesis       | 27   | 18 | 7  | 6 | 5  | 12 | 15 | −3   | Repechaje     |
| 6    | Real España   | 24   | 18 | 6  | 6 | 6  | 24 | 22 | +2   | Repechaje     |
| 7    | Real Sociedad | 21   | 18 | 7  | 0 | 11 | 23 | 32 | −9   |               |
| 8    | Victoria      | 20   | 18 | 5  | 5 | 8  | 16 | 24 | −8   |               |
| 9    | UPNFM         | 15   | 18 | 4  | 3 | 11 | 11 | 24 | −13  |               |
| 10   | Vida          | 10   | 18 | 3  | 1 | 14 | 16 | 41 | −25  | Último Lugar  |

Actualizado a los partidos jugados el 28 de abril de 2024.
 Fuente: Liga Betcris

### Evolución de clasificación
| Equipo / Jornada | 1    | 2    | 3    | 4    | 5    | 6    | 7    | 8    | 9    | 10   | 11       | 12       | 13       | 14       | 15       | 16   | 17   | 18   |
| ---------------- | ---- | ---- | ---- | ---- | ---- | ---- | ---- | ---- | ---- | ---- | -------- | -------- | -------- | -------- | -------- | ---- | ---- | ---- |
| Génesis          | 4.°  | 5.°  | 8.°  | 8.°  | 8.°  | 6.°  | 7.°  | 6.°  | 7.°  | 7.°  | 7.°      | 6.°      | 6.°      | 6.°      | 5.°      | 5.°  | 6.°  | 5.°  |
| Marathón         | 1.°  | 3.°  | 2.°  | 1.°  | 1.°  | 1.°  | 1.°  | 1.°  | 3.°  | 3.°  | 3.° (-1) | 3.° (-1) | 2.° (-1) | 3.° (-1) | 4.° (-1) | 1.°  | 1.°  | 1.°  |
| Motagua          | 5.°  | 9.°  | 5.°  | 5.°  | 2.°  | 2.°  | 4.°  | 3.°  | 1.°  | 2.°  | 2.° (-1) | 2.° (-1) | 3.° (-1) | 4.° (-1) | 2.°      | 3.°  | 2.°  | 2.°  |
| Olancho          | 6.°  | 8.°  | 7.°  | 6.°  | 6.°  | 7.°  | 6.°  | 7.°  | 6.°  | 6.°  | 4.°      | 4.°      | 4.°      | 2.°      | 3.°      | 4.°  | 4.°  | 4.°  |
| Olimpia          | 7.°  | 6.°  | 4.°  | 3.°  | 3.°  | 3.°  | 2.°  | 2.°  | 2.°  | 1.°  | 1.° (-1) | 1.° (-1) | 1.° (-1) | 1.° (-1) | 1.° (-1) | 2.°  | 3.°  | 3.°  |
| Real España      | 3.°  | 1.°  | 3.°  | 4.°  | 4.°  | 4.°  | 3.°  | 4.°  | 5.°  | 4.°  | 5.° (-1) | 5.° (-1) | 5.° (-1) | 5.° (-1) | 6.°      | 6.°  | 5.°  | 6.°  |
| Real Sociedad    | 2.°  | 2.°  | 1.°  | 2.°  | 5.°  | 5.°  | 5.°  | 5.°  | 4.°  | 5.°  | 6.°      | 7.°      | 7.°      | 7.°      | 8.°      | 7.°  | 8.°  | 7.°  |
| UPNFM            | 10.° | 4.°  | 6.°  | 7.°  | 7.°  | 8.°  | 9.°  | 10.° | 9.°  | 9.°  | 10.°     | 9.°      | 9.°      | 9.°      | 9.°      | 9.°  | 9.°  | 9.°  |
| Victoria         | 8.°  | 7.°  | 9.°  | 9.°  | 10.° | 10.° | 8.°  | 9.°  | 8.°  | 8.°  | 8.°      | 8.°      | 8.°      | 8.°      | 7.°      | 8.°  | 7.°  | 8.°  |
| Vida             | 9.°  | 10.° | 10.° | 10.° | 9.°  | 9.°  | 10.° | 8.°  | 10.° | 10.° | 9.°      | 10.°     | 10.°     | 10.°     | 10.°     | 10.° | 10.° | 10.° |

## Tabla General

### Acumulada de la Temporada
| Pos. | Equipo        | Pts. | PJ | G  | E  | P  | GF | GC | Dif. | Clasificación             |
| ---- | ------------- | ---- | -- | -- | -- | -- | -- | -- | ---- | ------------------------- |
| 1    | Olimpia       | 81   | 36 | 24 | 9  | 3  | 81 | 28 | +53  | Copa Centroamericana 2024 |
| 2    | Marathón      | 67   | 36 | 21 | 4  | 11 | 56 | 39 | +17  | Copa Centroamericana 2024 |
| 3    | Motagua       | 63   | 36 | 17 | 12 | 7  | 62 | 37 | +25  | Copa Centroamericana 2024 |
| 4    | Olancho       | 50   | 36 | 12 | 14 | 10 | 34 | 30 | +4   |                           |
| 5    | Génesis       | 50   | 36 | 13 | 11 | 12 | 35 | 39 | −4   |                           |
| 6    | Real España   | 45   | 36 | 12 | 9  | 15 | 50 | 54 | −4   |                           |
| 7    | Real Sociedad | 43   | 36 | 12 | 7  | 17 | 40 | 51 | −11  |                           |
| 8    | Victoria      | 37   | 36 | 9  | 10 | 17 | 39 | 54 | −15  |                           |
| 9    | UPNFM         | 30   | 36 | 8  | 6  | 22 | 31 | 62 | −31  | Repechaje de descenso     |
| 10   | Vida          | 30   | 36 | 8  | 6  | 22 | 42 | 76 | −34  | Repechaje de descenso     |

Actualizado a los partidos jugados el 28 de abril de 2024.
 Fuente: Liga Betcris
Notas:
1. ↑  Campeón Torneo Apertura 2023 y del Torneo Clausura 2024
2. ↑  Si hay empate en puntos en la tabla acumulada, el reglamento dice que se tendrá que jugar una serie de desempate entre los equipos empatados para definir al descendido.

## Resultados
| Jornada 1          | Jornada 1 | Jornada 1   | Jornada 1          | Jornada 1   | Jornada 1 | Jornada 1    | Jornada 1 | Jornada 1 | Jornada 1 |
| Local              | Resultado | Visitante   | Estadio            | Fecha       | Hora      | TV           |           |           |           |
| ------------------ | --------- | ----------- | ------------------ | ----------- | --------- | ------------ | --------- | --------- | --------- |
| Marathón           | 3 - 1     | UPNFM       | Yankel Rosenthal   | 20 de enero | 15:00     | Deportes TVC |           |           |           |
| Vida               | 1 - 2     | Real España | Ceibeño            | 20 de enero | 19:00     |              |           |           |           |
| Real Sociedad      | 3 - 2     | Victoria    | Francisco Martínez | 21 de enero | 15:00     | Deportes TVC |           |           |           |
| Génesis            | 2 - 2     | Olimpia     | Carlos Miranda     | 21 de enero | 17:00     | Deportes TVC |           |           |           |
| Motagua            | 2 - 2     | Olancho     | Chelato Uclés      | 21 de enero | 19:00     | Deportes TVC |           |           |           |
| Total de goles: 20 |           |             |                    |             |           |              |           |           |           |

| Jornada 2          | Jornada 2 | Jornada 2     | Jornada 2       | Jornada 2   | Jornada 2 | Jornada 2                        | Jornada 2 | Jornada 2 | Jornada 2 |
| Local              | Resultado | Visitante     | Estadio         | Fecha       | Hora      | TV                               |           |           |           |
| ------------------ | --------- | ------------- | --------------- | ----------- | --------- | -------------------------------- | --------- | --------- | --------- |
| Real España        | 3 - 1     | Motagua       | Olímpico        | 27 de enero | 18:00     | Archivo:CanalDeportesTVC2023.png |           |           |           |
| Victoria           | 1 - 1     | Génesis       | San Jorge       | 27 de enero | 20:00     | Archivo:CanalDeportesTVC2023.png |           |           |           |
| Olancho            | 0 - 1     | Real Sociedad | Rubén Guifarro  | 28 de enero | 15:00     | Archivo:CanalDeportesTVC2023.png |           |           |           |
| Olimpia            | 1 - 1     | Marathón      | Carlos Miranda  | 28 de enero | 17:00     | Archivo:CanalDeportesTVC2023.png |           |           |           |
| UPNFM              | 3 - 0     | Vida          | Emilio Williams | 28 de enero | 19:00     | Archivo:CanalDeportesTVC2023.png |           |           |           |
| Total de goles: 12 |           |               |                 |             |           |                                  |           |           |           |

| Jornada 3          | Jornada 3 | Jornada 3   | Jornada 3          | Jornada 3    | Jornada 3 | Jornada 3                        | Jornada 3 | Jornada 3 | Jornada 3 |
| Local              | Resultado | Visitante   | Estadio            | Fecha        | Hora      | TV                               |           |           |           |
| ------------------ | --------- | ----------- | ------------------ | ------------ | --------- | -------------------------------- | --------- | --------- | --------- |
| Real Sociedad      | 2 - 1     | UPNFM       | Francisco Martínez | 31 de enero  | 15:00     | Archivo:CanalDeportesTVC2023.png |           |           |           |
| Motagua            | 3 - 0     | Victoria    | Marcelo Tinoco     | 31 de enero  | 17:00     | Archivo:CanalDeportesTVC2023.png |           |           |           |
| Olancho            | 1 - 1     | Real España | Juan Ramón Brevé   | 31 de enero  | 19:00     | Archivo:CanalDeportesTVC2023.png |           |           |           |
| Marathón           | 3 - 0     | Génesis     | Yankel Rosenthal   | 1 de febrero | 15:00     | Archivo:CanalDeportesTVC2023.png |           |           |           |
| Vida               | 0 - 4     | Olimpia     | Ceibeño            | 1 de febrero | 20:00     |                                  |           |           |           |
| Total de goles: 15 |           |             |                    |              |           |                                  |           |           |           |

| Jornada 4          | Jornada 4 | Jornada 4     | Jornada 4        | Jornada 4    | Jornada 4 | Jornada 4                        | Jornada 4 | Jornada 4 | Jornada 4 |
| Local              | Resultado | Visitante     | Estadio          | Fecha        | Hora      | TV                               |           |           |           |
| ------------------ | --------- | ------------- | ---------------- | ------------ | --------- | -------------------------------- | --------- | --------- | --------- |
| UPNFM              | 1 - 1     | Real España   | Emilio Williams  | 3 de febrero | 17:00     | Archivo:CanalDeportesTVC2023.png |           |           |           |
| Victoria           | 0 - 1     | Olancho       | Ceibeño          | 3 de febrero | 19:00     | Archivo:CanalDeportesTVC2023.png |           |           |           |
| Marathón           | 7 - 0     | Vida          | Yankel Rosenthal | 4 de febrero | 15:00     | Archivo:CanalDeportesTVC2023.png |           |           |           |
| Olimpia            | 2 - 1     | Real Sociedad | Olímpico         | 4 de febrero | 17:00     | Archivo:CanalDeportesTVC2023.png |           |           |           |
| Génesis            | 0 - 1     | Motagua       | Carlos Miranda   | 4 de febrero | 19:00     | Archivo:CanalDeportesTVC2023.png |           |           |           |
| Total de goles: 14 |           |               |                  |              |           |                                  |           |           |           |

| Jornada 5         | Jornada 5 | Jornada 5 | Jornada 5          | Jornada 5     | Jornada 5 | Jornada 5                        | Jornada 5 | Jornada 5 | Jornada 5 |
| Local             | Resultado | Visitante | Estadio            | Fecha         | Hora      | TV                               |           |           |           |
| ----------------- | --------- | --------- | ------------------ | ------------- | --------- | -------------------------------- | --------- | --------- | --------- |
| Olancho           | 0 - 0     | UPNFM     | Juan Ramón Brevé   | 10 de febrero | 17:00     | Archivo:CanalDeportesTVC2023.png |           |           |           |
| Vida              | 1 - 0     | Victoria  | Ceibeño            | 10 de febrero | 19:00     |                                  |           |           |           |
| Real Sociedad     | 1 - 2     | Génesis   | Francisco Martínez | 11 de febrero | 15:00     | Archivo:CanalDeportesTVC2023.png |           |           |           |
| Motagua           | 2 - 0     | Marathón  | Chelato Uclés      | 11 de febrero | 17:00     | Archivo:CanalDeportesTVC2023.png |           |           |           |
| Real España       | 1 - 1     | Olimpia   | Olímpico           | 11 de febrero | 19:00     | Archivo:CanalDeportesTVC2023.png |           |           |           |
| Total de goles: 8 |           |           |                    |               |           |                                  |           |           |           |

| Jornada 6          | Jornada 6 | Jornada 6     | Jornada 6        | Jornada 6     | Jornada 6 | Jornada 6                        | Jornada 6 | Jornada 6 | Jornada 6 |
| Local              | Resultado | Visitante     | Estadio          | Fecha         | Hora      | TV                               |           |           |           |
| ------------------ | --------- | ------------- | ---------------- | ------------- | --------- | -------------------------------- | --------- | --------- | --------- |
| Marathón           | 3 - 1     | Real Sociedad | Yankel Rosenthal | 17 de febrero | 16:00     | Archivo:CanalDeportesTVC2023.png |           |           |           |
| Victoria           | 2 - 2     | Real España   | Ceibeño          | 17 de febrero | 17:00     | Archivo:CanalDeportesTVC2023.png |           |           |           |
| Olimpia            | 0 - 0     | Olancho       | Chelato Uclés    | 17 de febrero | 19:00     | Archivo:CanalDeportesTVC2023.png |           |           |           |
| UPNFM              | 0 - 2     | Motagua       | Emilio Williams  | 18 de febrero | 16:00     | Archivo:CanalDeportesTVC2023.png |           |           |           |
| Génesis            | 1 - 0     | Vida          | Carlos Miranda   | 18 de febrero | 18:00     | Archivo:CanalDeportesTVC2023.png |           |           |           |
| Total de goles: 11 |           |               |                  |               |           |                                  |           |           |           |

| Jornada 7          | Jornada 7 | Jornada 7     | Jornada 7        | Jornada 7     | Jornada 7 | Jornada 7                        | Jornada 7 | Jornada 7 | Jornada 7 |
| Local              | Resultado | Visitante     | Estadio          | Fecha         | Hora      | TV                               |           |           |           |
| ------------------ | --------- | ------------- | ---------------- | ------------- | --------- | -------------------------------- | --------- | --------- | --------- |
| UPNFM              | 2 - 4     | Victoria      | Emilio Williams  | 24 de febrero | 15:00     | Archivo:CanalDeportesTVC2023.png |           |           |           |
| Real España        | 3 - 1     | Marathón      | Olímpico         | 24 de febrero | 17:00     | Archivo:CanalDeportesTVC2023.png |           |           |           |
| Motagua            | 0 - 2     | Olimpia       | Chelato Uclés    | 24 de febrero | 19:00     | Archivo:CanalDeportesTVC2023.png |           |           |           |
| Olancho            | 1 - 0     | Génesis       | Juan Ramón Brevé | 25 de febrero | 15:00     | Archivo:CanalDeportesTVC2023.png |           |           |           |
| Vida               | 3 - 4     | Real Sociedad | Ceibeño          | 25 de febrero | 17:00     |                                  |           |           |           |
| Total de goles: 20 |           |               |                  |               |           |                                  |           |           |           |

| Jornada 8          | Jornada 8 | Jornada 8   | Jornada 8          | Jornada 8     | Jornada 8 | Jornada 8                        | Jornada 8 | Jornada 8 | Jornada 8 |
| Local              | Resultado | Visitante   | Estadio            | Fecha         | Hora      | TV                               |           |           |           |
| ------------------ | --------- | ----------- | ------------------ | ------------- | --------- | -------------------------------- | --------- | --------- | --------- |
| Génesis            | 1 - 0     | Real España | Carlos Miranda     | 28 de febrero | 17:00     | Archivo:CanalDeportesTVC2023.png |           |           |           |
| Real Sociedad      | 1 - 3     | Motagua     | Francisco Martínez | 28 de febrero | 19:00     | Archivo:CanalDeportesTVC2023.png |           |           |           |
| Marathón           | 2 - 0     | Victoria    | Yankel Rosenthal   | 29 de febrero | 15:00     | Archivo:CanalDeportesTVC2023.png |           |           |           |
| Vida               | 2 - 1     | Olancho     | Ceibeño            | 29 de febrero | 17:00     |                                  |           |           |           |
| Olimpia            | 2 - 0     | UPNFM       | Chelato Uclés      | 29 de febrero | 19:00     | Archivo:CanalDeportesTVC2023.png |           |           |           |
| Total de goles: 12 |           |             |                    |               |           |                                  |           |           |           |

| Jornada 9         | Jornada 9 | Jornada 9     | Jornada 9        | Jornada 9  | Jornada 9 | Jornada 9                        | Jornada 9 | Jornada 9 | Jornada 9 |
| Local             | Resultado | Visitante     | Estadio          | Fecha      | Hora      | TV                               |           |           |           |
| ----------------- | --------- | ------------- | ---------------- | ---------- | --------- | -------------------------------- | --------- | --------- | --------- |
| Victoria          | 0 - 0     | Olimpia       | Ceibeño          | 3 de marzo | 15:00     | Archivo:CanalDeportesTVC2023.png |           |           |           |
| Olancho           | 2 - 1     | Marathón      | Juan Ramón Brevé | 3 de marzo | 17:00     | Archivo:CanalDeportesTVC2023.png |           |           |           |
| Motagua           | 1 - 0     | Vida          | Chelato Uclés    | 3 de marzo | 19:00     | Archivo:CanalDeportesTVC2023.png |           |           |           |
| UPNFM             | 0 - 0     | Génesis       | Emilio Williams  | 4 de marzo | 18:00     | Archivo:CanalDeportesTVC2023.png |           |           |           |
| Real España       | 2 - 3     | Real Sociedad | Olímpico         | 4 de marzo | 20:00     | Archivo:CanalDeportesTVC2023.png |           |           |           |
| Total de goles: 9 |           |               |                  |            |           |                                  |           |           |           |

| Jornada 10        | Jornada 10 | Jornada 10    | Jornada 10       | Jornada 10  | Jornada 10 | Jornada 10                       | Jornada 10 | Jornada 10 | Jornada 10 |
| Local             | Resultado  | Visitante     | Estadio          | Fecha       | Hora       | TV                               |            |            |            |
| ----------------- | ---------- | ------------- | ---------------- | ----------- | ---------- | -------------------------------- | ---------- | ---------- | ---------- |
| UPNFM             | 0 - 1      | Marathón      | Emilio Williams  | 9 de marzo  | 17:00      | Archivo:CanalDeportesTVC2023.png |            |            |            |
| Real España       | 2 - 0      | Vida          | Olímpico         | 9 de marzo  | 19:15      | Archivo:CanalDeportesTVC2023.png |            |            |            |
| Olancho           | 0 - 0      | Motagua       | Juan Ramón Brevé | 10 de marzo | 15:00      | Archivo:CanalDeportesTVC2023.png |            |            |            |
| Olimpia           | 4 - 0      | Génesis       | Chelato Uclés    | 10 de marzo | 17:15      | Archivo:CanalDeportesTVC2023.png |            |            |            |
| Victoria          | 1 - 0      | Real Sociedad | Ceibeño          | 10 de marzo | 19:30      | Archivo:CanalDeportesTVC2023.png |            |            |            |
| Total de goles: 8 |            |               |                  |             |            |                                  |            |            |            |

| Jornada 11        | Jornada 11 | Jornada 11  | Jornada 11         | Jornada 11  | Jornada 11 | Jornada 11                       | Jornada 11 | Jornada 11 | Jornada 11 |
| Local             | Resultado  | Visitante   | Estadio            | Fecha       | Hora       | TV                               |            |            |            |
| ----------------- | ---------- | ----------- | ------------------ | ----------- | ---------- | -------------------------------- | ---------- | ---------- | ---------- |
| Génesis           | 0 - 0      | Victoria    | Carlos Miranda     | 13 de marzo | 17:00      | Archivo:CanalDeportesTVC2023.png |            |            |            |
| Real Sociedad     | 0 - 2      | Olancho     | Francisco Martínez | 13 de marzo | 19:15      | Archivo:CanalDeportesTVC2023.png |            |            |            |
| Vida              | 2 - 0      | UPNFM       | Ceibeño            | 14 de marzo | 17:15      |                                  |            |            |            |
| Motagua           | 1 - 1      | Real España | Chelato Uclés      | 10 de abril | 19:00      | Archivo:CanalDeportesTVC2023.png |            |            |            |
| Marathón          | 2 - 1      | Olimpia     | Yankel Rosenthal   | 17 de abril | 15:30      | Archivo:CanalDeportesTVC2023.png |            |            |            |
| Total de goles: 9 |            |             |                    |             |            |                                  |            |            |            |

| Jornada 12         | Jornada 12 | Jornada 12    | Jornada 12      | Jornada 12  | Jornada 12 | Jornada 12                       | Jornada 12 | Jornada 12 | Jornada 12 |
| Local              | Resultado  | Visitante     | Estadio         | Fecha       | Hora       | TV                               |            |            |            |
| ------------------ | ---------- | ------------- | --------------- | ----------- | ---------- | -------------------------------- | ---------- | ---------- | ---------- |
| Real España        | 1 - 1      | Olancho       | Olímpico        | 30 de marzo | 17:00      | Archivo:CanalDeportesTVC2023.png |            |            |            |
| Victoria           | 2 - 2      | Motagua       | Ceibeño         | 30 de marzo | 19:15      | Archivo:CanalDeportesTVC2023.png |            |            |            |
| Génesis            | 1 - 0      | Marathón      | Carlos Miranda  | 31 de marzo | 15:00      | Archivo:CanalDeportesTVC2023.png |            |            |            |
| Olimpia            | 5 - 1      | Vida          | Chelato Uclés   | 31 de marzo | 17:15      | Archivo:CanalDeportesTVC2023.png |            |            |            |
| UPNFM              | 1 - 0      | Real Sociedad | Emilio Williams | 31 de marzo | 19:30      | Archivo:CanalDeportesTVC2023.png |            |            |            |
| Total de goles: 14 |            |               |                 |             |            |                                  |            |            |            |

| Jornada 13         | Jornada 13 | Jornada 13 | Jornada 13         | Jornada 13 | Jornada 13 | Jornada 13                       | Jornada 13 | Jornada 13 | Jornada 13 |
| Local              | Resultado  | Visitante  | Estadio            | Fecha      | Hora       | TV                               |            |            |            |
| ------------------ | ---------- | ---------- | ------------------ | ---------- | ---------- | -------------------------------- | ---------- | ---------- | ---------- |
| Olancho            | 3 - 0      | Victoria   | Juan Ramón Brevé   | 3 de abril | 15:00      | Archivo:CanalDeportesTVC2023.png |            |            |            |
| Real España        | 1 - 0      | UPNFM      | Olímpico           | 3 de abril | 17:15      | Archivo:CanalDeportesTVC2023.png |            |            |            |
| Motagua            | 0 - 0      | Génesis    | Chelato Uclés      | 3 de abril | 19:30      | Archivo:CanalDeportesTVC2023.png |            |            |            |
| Vida               | 2 - 3      | Marathón   | Ceibeño            | 4 de abril | 17:00      |                                  |            |            |            |
| Real Sociedad      | 1 - 2      | Olimpia    | Francisco Martínez | 4 de abril | 19:15      | Archivo:CanalDeportesTVC2023.png |            |            |            |
| Total de goles: 12 |            |            |                    |            |            |                                  |            |            |            |

| Jornada 14         | Jornada 14 | Jornada 14    | Jornada 14       | Jornada 14 | Jornada 14 | Jornada 14                       | Jornada 14 | Jornada 14 | Jornada 14 |
| Local              | Resultado  | Visitante     | Estadio          | Fecha      | Hora       | TV                               |            |            |            |
| ------------------ | ---------- | ------------- | ---------------- | ---------- | ---------- | -------------------------------- | ---------- | ---------- | ---------- |
| UPNFM              | 0 - 1      | Olancho       | Emilio Williams  | 6 de abril | 21:00      | Archivo:CanalDeportesTVC2023.png |            |            |            |
| Marathón           | 1 - 1      | Motagua       | Yankel Rosenthal | 7 de abril | 15:00      | Archivo:CanalDeportesTVC2023.png |            |            |            |
| Victoria           | 2 - 1      | Vida          | Ceibeño          | 7 de abril | 17:15      | Archivo:CanalDeportesTVC2023.png |            |            |            |
| Olimpia            | 3 - 1      | Real España   | Chelato Uclés    | 7 de abril | 19:30      | Archivo:CanalDeportesTVC2023.png |            |            |            |
| Génesis            | 1 - 0      | Real Sociedad | Carlos Miranda   | 8 de abril | 18:00      | Archivo:CanalDeportesTVC2023.png |            |            |            |
| Total de goles: 11 |            |               |                  |            |            |                                  |            |            |            |

| Jornada 15         | Jornada 15 | Jornada 15 | Jornada 15         | Jornada 15  | Jornada 15 | Jornada 15                       | Jornada 15 | Jornada 15 | Jornada 15 |
| Local              | Resultado  | Visitante  | Estadio            | Fecha       | Hora       | TV                               |            |            |            |
| ------------------ | ---------- | ---------- | ------------------ | ----------- | ---------- | -------------------------------- | ---------- | ---------- | ---------- |
| Real Sociedad      | 1 - 2      | Marathón   | Francisco Martínez | 13 de abril | 17:00      | Archivo:CanalDeportesTVC2023.png |            |            |            |
| Real España        | 0 - 1      | Victoria   | Olímpico           | 13 de abril | 19:15      | Archivo:CanalDeportesTVC2023.png |            |            |            |
| Olancho            | 1 - 0      | Olimpia    | Juan Ramón Brevé   | 14 de abril | 15:00      | Archivo:CanalDeportesTVC2023.png |            |            |            |
| Motagua            | 4 - 0      | UPNFM      | Chelato Uclés      | 14 de abril | 17:15      | Archivo:CanalDeportesTVC2023.png |            |            |            |
| Vida               | 0 - 1      | Génesis    | Ceibeño            | 14 de abril | 19:30      |                                  |            |            |            |
| Total de goles: 10 |            |            |                    |             |            |                                  |            |            |            |

| Jornada 16        | Jornada 16 | Jornada 16  | Jornada 16         | Jornada 16  | Jornada 16 | Jornada 16                       | Jornada 16 | Jornada 16 | Jornada 16 |
| Local             | Resultado  | Visitante   | Estadio            | Fecha       | Hora       | TV                               |            |            |            |
| ----------------- | ---------- | ----------- | ------------------ | ----------- | ---------- | -------------------------------- | ---------- | ---------- | ---------- |
| Victoria          | 0 - 1      | UPNFM       | Ceibeño            | 19 de abril | 19:00      | Archivo:CanalDeportesTVC2023.png |            |            |            |
| Marathón          | 1 - 0      | Real España | Yankel Rosenthal   | 20 de abril | 15:00      | Archivo:CanalDeportesTVC2023.png |            |            |            |
| Real Sociedad     | 2 - 1      | Vida        | Francisco Martínez | 20 de abril | 17:15      | Archivo:CanalDeportesTVC2023.png |            |            |            |
| Génesis           | 0 - 0      | Olancho     | Carlos Miranda     | 20 de abril | 19:30      | Archivo:CanalDeportesTVC2023.png |            |            |            |
| Olimpia           | 2 - 2      | Motagua     | Chelato Uclés      | 21 de abril | 17:00      | Archivo:CanalDeportesTVC2023.png |            |            |            |
| Total de goles: 9 |            |             |                    |             |            |                                  |            |            |            |

| Jornada 17         | Jornada 17 | Jornada 17    | Jornada 17       | Jornada 17  | Jornada 17 | Jornada 17                       | Jornada 17 | Jornada 17 | Jornada 17 |
| Local              | Resultado  | Visitante     | Estadio          | Fecha       | Hora       | TV                               |            |            |            |
| ------------------ | ---------- | ------------- | ---------------- | ----------- | ---------- | -------------------------------- | ---------- | ---------- | ---------- |
| Real España        | 2 - 1      | Génesis       | Olímpico         | 23 de abril | 19:00      | Archivo:CanalDeportesTVC2023.png |            |            |            |
| Olancho            | 1 - 1      | Vida          | Juan Ramón Brevé | 24 de abril | 17:15      | Archivo:CanalDeportesTVC2023.png |            |            |            |
| UPNFM              | 1 - 0      | Olimpia       | Emilio Williams  | 24 de abril | 19:30      | Archivo:CanalDeportesTVC2023.png |            |            |            |
| Motagua            | 3 - 0      | Real Sociedad | Chelato Uclés    | 25 de abril | 17:15      | Archivo:CanalDeportesTVC2023.png |            |            |            |
| Victoria           | 1 - 0      | Marathón      | Ceibeño          | 25 de abril | 19:30      | Archivo:CanalDeportesTVC2023.png |            |            |            |
| Total de goles: 10 |            |               |                  |             |            |                                  |            |            |            |

| Jornada 18         | Jornada 18 | Jornada 18  | Jornada 18         | Jornada 18  | Jornada 18 | Jornada 18                       | Jornada 18 | Jornada 18 | Jornada 18 |
| Local              | Resultado  | Visitante   | Estadio            | Fecha       | Hora       | TV                               |            |            |            |
| ------------------ | ---------- | ----------- | ------------------ | ----------- | ---------- | -------------------------------- | ---------- | ---------- | ---------- |
| Génesis            | 1 - 0      | UPNFM       | Carlos Miranda     | 28 de abril | 15:30      |                                  |            |            |            |
| Marathón           | 2 - 1      | Olancho     | Yankel Rosenthal   | 28 de abril | 15:30      | Archivo:CanalDeportesTVC2023.png |            |            |            |
| Olimpia            | 2 - 0      | Victoria    | Chelato Uclés      | 28 de abril | 15:30      |                                  |            |            |            |
| Real Sociedad      | 2 - 1      | Real España | Francisco Martínez | 28 de abril | 15:30      |                                  |            |            |            |
| Vida               | 1 - 2      | Motagua     | Ceibeño            | 28 de abril | 15:30      |                                  |            |            |            |
| Total de goles: 12 |            |             |                    |             |            |                                  |            |            |            |

## Fase final
|  | Repechaje                                  | Repechaje                                  | Repechaje                                  | Repechaje                                  | Repechaje                                  |   |    | Semifinales                         | Semifinales                         | Semifinales                         | Semifinales                         | Semifinales                         |   |  | Final                                | Final                                | Final                                | Final                                | Final                                |  |
|  | 1 y 2 de mayo (ida) 4 y 5 de mayo (vuelta) | 1 y 2 de mayo (ida) 4 y 5 de mayo (vuelta) | 1 y 2 de mayo (ida) 4 y 5 de mayo (vuelta) | 1 y 2 de mayo (ida) 4 y 5 de mayo (vuelta) | 1 y 2 de mayo (ida) 4 y 5 de mayo (vuelta) |   |    | 8 de mayo (ida) 11 de mayo (vuelta) | 8 de mayo (ida) 11 de mayo (vuelta) | 8 de mayo (ida) 11 de mayo (vuelta) | 8 de mayo (ida) 11 de mayo (vuelta) | 8 de mayo (ida) 11 de mayo (vuelta) |   |  | 19 de mayo (ida) 25 de mayo (vuelta) | 19 de mayo (ida) 25 de mayo (vuelta) | 19 de mayo (ida) 25 de mayo (vuelta) | 19 de mayo (ida) 25 de mayo (vuelta) | 19 de mayo (ida) 25 de mayo (vuelta) |  |
|  |                                            |                                            |                                            |                                            |                                            |   |    |                                     |                                     |                                     |                                     |                                     |   |  |                                      |                                      |                                      |                                      |                                      |  |
|  |                                            |                                            |                                            |                                            |                                            |   |    |                                     |                                     |                                     |                                     |                                     |   |  |                                      |                                      |                                      |                                      |                                      |  |
|  | 4°                                         | Olancho                                    | 0                                          | 0                                          | 0                                          |   |    |                                     |                                     |                                     |                                     |                                     |   |  |                                      |                                      |                                      |                                      |                                      |  |
|  | 4°                                         | Olancho                                    | 0                                          | 0                                          | 0                                          |   |    |                                     |                                     |                                     |                                     |                                     |   |  |                                      |                                      |                                      |                                      |                                      |  |
|  | 5°                                         | Génesis                                    | 1                                          | 0                                          | 1                                          |   |    |                                     |                                     |                                     |                                     |                                     |   |  |                                      |                                      |                                      |                                      |                                      |  |
|  | 5°                                         | Génesis                                    | 1                                          | 0                                          | 1                                          |   | 1° | Marathón                            | 2                                   | 1                                   | 3                                   |                                     |   |  |                                      |                                      |                                      |                                      |                                      |  |
|  |                                            |                                            |                                            |                                            |                                            |   | 1° | Marathón                            | 2                                   | 1                                   | 3                                   |                                     |   |  |                                      |                                      |                                      |                                      |                                      |  |
|  |                                            |                                            | 5°                                         | Génesis                                    | 0                                          | 0 | 0  |                                     |                                     |                                     |                                     |                                     |   |  |                                      |                                      |                                      |                                      |                                      |  |
|  |                                            |                                            | 5°                                         | Génesis                                    | 0                                          | 0 | 0  |                                     |                                     |                                     |                                     |                                     |   |  |                                      |                                      |                                      |                                      |                                      |  |
|  |                                            |                                            |                                            |                                            |                                            |   |    |                                     |                                     |                                     |                                     |                                     |   |  |                                      |                                      |                                      |                                      |                                      |  |
|  |                                            |                                            |                                            |                                            |                                            |   |    |                                     |                                     |                                     |                                     |                                     |   |  |                                      |                                      |                                      |                                      |                                      |  |
|  |                                            |                                            |                                            |                                            |                                            |   |    |                                     | 1°                                  | Marathón                            | 1                                   | 2                                   | 3 |  |                                      |                                      |                                      |                                      |                                      |  |
|  |                                            |                                            |                                            |                                            |                                            |   |    |                                     |                                     |                                     |                                     |                                     | 3 |  |                                      |                                      |                                      |                                      |                                      |  |
|  |                                            |                                            | 3°                                         | Olimpia                                    | 3                                          | 2 | 5  |                                     |                                     |                                     |                                     |                                     |   |  |                                      |                                      |                                      |                                      |                                      |  |
|  | 3°                                         | Olimpia                                    | 3°                                         | Olimpia                                    | 3                                          | 2 | 5  | 0                                   | 3                                   | 3                                   |                                     |                                     |   |  |                                      |                                      |                                      |                                      |                                      |  |
|  | 3°                                         | Olimpia                                    |                                            |                                            |                                            |   |    |                                     |                                     | 3                                   |                                     |                                     |   |  |                                      |                                      |                                      |                                      |                                      |  |
|  | 6°                                         | Real España                                | 1                                          | 1                                          | 2                                          |   |    |                                     |                                     |                                     |                                     |                                     |   |  |                                      |                                      |                                      |                                      |                                      |  |
|  | 6°                                         | Real España                                | 1                                          | 1                                          | 2                                          |   | 2° | Motagua                             | 3                                   | 3                                   | 6                                   |                                     |   |  |                                      |                                      |                                      |                                      |                                      |  |
|  |                                            |                                            |                                            |                                            |                                            |   | 2° | Motagua                             | 3                                   | 3                                   | 6                                   |                                     |   |  |                                      |                                      |                                      |                                      |                                      |  |
|  |                                            |                                            | 3°                                         | Olimpia                                    | 3                                          | 4 | 7  |                                     |                                     |                                     |                                     |                                     |   |  |                                      |                                      |                                      |                                      |                                      |  |
|  |                                            |                                            | 3°                                         | Olimpia                                    | 3                                          | 4 | 7  |                                     |                                     |                                     |                                     |                                     |   |  |                                      |                                      |                                      |                                      |                                      |  |
|  |                                            |                                            |                                            |                                            |                                            |   |    |                                     |                                     |                                     |                                     |                                     |   |  |                                      |                                      |                                      |                                      |                                      |  |
|  |                                            |                                            |                                            |                                            |                                            |   |    |                                     |                                     |                                     |                                     |                                     |   |  |                                      |                                      |                                      |                                      |                                      |  |
|  |                                            |                                            |                                            |                                            |                                            |   |    |                                     |                                     |                                     |                                     |                                     |   |  |                                      |                                      |                                      |                                      |                                      |  |
|  |                                            |                                            |                                            |                                            |                                            |   |    |                                     |                                     |                                     |                                     |                                     |   |  |                                      |                                      |                                      |                                      |                                      |  |

### Repechajes
| 2 de mayo de 2024, 19:00 | Génesis              | 1:0 (1:0) | Olancho | Estadio Carlos Miranda, Comayagua. |                         |
|                          | Moreira 40+2' (pen.) | Reporte   |         | Árbitro(s): Raúl Castro            | Árbitro(s): Raúl Castro |

| 5 de mayo de 2024, 16:00 | Olancho | 0:0 (Global 0:1) | Génesis | Estadio Juan Ramón Brevé, Juticalpa. |                              |
|                          |         | Reporte          |         | Árbitro(s): Melvin Matamoros         | Árbitro(s): Melvin Matamoros |

| 1 de mayo de 2024, 19:00 | Real España | 1:0 (0:0) | Olimpia | Estadio Olímpico Metropolitano, San Pedro Sula. |                           |
|                          | Small 60'   | Reporte   |         | Árbitro(s): Saíd Martínez                       | Árbitro(s): Saíd Martínez |

| 4 de mayo de 2024, 19:00 | Olimpia                                 | 3:1 (1:0) (Global 3:2) | Real España | Estadio Chelato Uclés, Tegucigalpa. |                              |
|                          | Araújo 5' · Bengtson 63' · Chirinos 78' | Reporte                | Cálix 59'   | Árbitro(s): Héctor Rodríguez        | Árbitro(s): Héctor Rodríguez |

### Semifinales
| 8 de mayo de 2024, 18:00 | Génesis | 0:2 (0:1) | Marathón                   | Estadio Carlos Miranda, Comayagua |                           |
|                          |         | Reporte   | A. Vega 37' · Lacayo 90+3' | Árbitro(s): Said Martínez         | Árbitro(s): Said Martínez |

| 11 de mayo de 2024, 15:30 | Marathón    | 1:0 (1:0) (Global 3:0) | Génesis | Estadio Yankel Rosenthal, San Pedro Sula. |                            |
|                           | A. Vega 12' | Reporte                |         | Árbitro(s): Armando Castro                | Árbitro(s): Armando Castro |

| 8 de mayo de 2024, 20:06 | Olimpia                                         | 3:3 (2:0) | Motagua                                        | Estadio Chelato Uclés, Tegucigalpa. |                          |
|                          | J. Garcia 15' · Arboleda 27' · E. Rodríguez 90' | Reporte   | R. Auzmendi 68' · L. Vega 75' · K. Alvarez 82' | Árbitro(s): Selvin Brown            | Árbitro(s): Selvin Brown |

| 11 de mayo de 2024, 19:00 | Motagua                                                 | 3:4 (2:1) (Global 6:7) | Olimpia                                                                | Estadio Chelato Uclés, Tegucigalpa. |                            |
|                           | R. Gómez 11' · R. Castillo 21' (pen.) · C. Meléndez 65' | Reporte                | Arboleda 6' · Bengtson 51' (pen.) · Najar 86' · C. Meléndez 89' (a.g.) | Árbitro(s): Nelson Salgado          | Árbitro(s): Nelson Salgado |

### Final
| 19 de mayo de 2024, 18:00 | Olimpia                          | 3:1 (1:1) | Marathón           | Estadio Chelato Uclés, Tegucigalpa.                       |                                                           |
|                           | Arboleda 18', 70' · Chirinos 66' | Reporte   | 26' (pen.) A. Vega | Asistencia: 14 418 espectadores Árbitro(s): Saíd Martínez | Asistencia: 14 418 espectadores Árbitro(s): Saíd Martínez |

| 25 de mayo de 2024, 15:00 | Marathón                   | 2:2 (1:2) (Global 3:5) | Olimpia                           | Estadio Yankel Rosenthal, San Pedro Sula.                   |                                                             |
|                           | I. Lopez 38' · A. Vega 70' | Reporte                | E. Rodriguez 34' · J. Alvarez 43' | Asistencia: 7 250 espectadores Árbitro(s): Melvin Matamoros | Asistencia: 7 250 espectadores Árbitro(s): Melvin Matamoros |

### Final Ida
| 1     | POR   | Edrick Menjívar   |     |
| 2     | DEF   | Maylor Núñez      | 56' |
| 12    | DEF   | Gabriel Araújo    |     |
| 16    | DEF   | Julián Martínez   |     |
| 17    | DEF   | Jonathan Paz      | 46' |
| 8     | MED   | Edwin Rodríguez   |     |
| 23    | MED   | Jorge Álvarez     | 56' |
| 32    | MED   | Carlos Pineda     |     |
| 33    | MED   | Michaell Chirinos | 87' |
| 19    | DEL   | Yustin Arboleda   |     |
| 27    | DEL   | Jerry Bengtson    |     |
| D. T. | D. T. | Pedro Troglio     |     |

| 23    | POR   | César Samudio      |     |
| 4     | DEF   | Javier Rivera      |     |
| 14    | DEF   | Javier Arriaga     |     |
| 27    | DEF   | Félix Crisanto     |     |
| 31    | DEF   | Mathías Techera    |     |
| 5     | MED   | Francisco Martínez |     |
| 10    | MED   | Damin Ramírez      |     |
| 17    | MED   | Alexy Vega         | 87' |
| 7     | DEL   | Isaac Castillo     | 71' |
| 9     | DEL   | Clayvin Zúniga     | 79' |
| 70    | DEL   | Iván López         | 87' |
| D. T. | D. T. | Hernán Medina      |     |

| 15 | DEF | André Orellana | 46' |
| 7  | MED | José Pinto     | 56' |
| 14 | DEF | Andy Najar     | 56' |
| 30 | DEL | Edwin Solano   | 87' |

| 8  | MED | Tomás Sorto    | 71' |
| 18 | DEL | Júnior Lacayo  | 79' |
| 26 | DEL | Samuel Elvir   | 87' |
| 11 | MED | Selvin Guevara | 87' |

| 18' · 66' · 70' | Arboleda Chirinos Arboleda | 1:0 2:1 3:1 |

| 26' (pen.) | A. Vega | 1:1 |

| 20' · 23' | J. Martínez J. Paz |

| 27' · 42' | F. Martínez F. Crisanto |

| Principal  | Saíd Martínez  |
| Asistentes | Walter López   |
|            | Jesús Tabora   |
| Cuarto     | Nelson Salgado |
| Quinto     | José Franco    |

| 1     | POR   | Edrick Menjívar   |     |
| 2     | DEF   | Maylor Núñez      | 56' |
| 12    | DEF   | Gabriel Araújo    |     |
| 16    | DEF   | Julián Martínez   |     |
| 17    | DEF   | Jonathan Paz      | 46' |
| 8     | MED   | Edwin Rodríguez   |     |
| 23    | MED   | Jorge Álvarez     | 56' |
| 32    | MED   | Carlos Pineda     |     |
| 33    | MED   | Michaell Chirinos | 87' |
| 19    | DEL   | Yustin Arboleda   |     |
| 27    | DEL   | Jerry Bengtson    |     |
| D. T. | D. T. | Pedro Troglio     |     |

| 23    | POR   | César Samudio      |     |
| 4     | DEF   | Javier Rivera      |     |
| 14    | DEF   | Javier Arriaga     |     |
| 27    | DEF   | Félix Crisanto     |     |
| 31    | DEF   | Mathías Techera    |     |
| 5     | MED   | Francisco Martínez |     |
| 10    | MED   | Damin Ramírez      |     |
| 17    | MED   | Alexy Vega         | 87' |
| 7     | DEL   | Isaac Castillo     | 71' |
| 9     | DEL   | Clayvin Zúniga     | 79' |
| 70    | DEL   | Iván López         | 87' |
| D. T. | D. T. | Hernán Medina      |     |

| 15 | DEF | André Orellana | 46' |
| 7  | MED | José Pinto     | 56' |
| 14 | DEF | Andy Najar     | 56' |
| 30 | DEL | Edwin Solano   | 87' |

| 8  | MED | Tomás Sorto    | 71' |
| 18 | DEL | Júnior Lacayo  | 79' |
| 26 | DEL | Samuel Elvir   | 87' |
| 11 | MED | Selvin Guevara | 87' |

| 18' · 66' · 70' | Arboleda Chirinos Arboleda | 1:0 2:1 3:1 |

| 26' (pen.) | A. Vega | 1:1 |

| 20' · 23' | J. Martínez J. Paz |

| 27' · 42' | F. Martínez F. Crisanto |

| Principal  | Saíd Martínez  |
| Asistentes | Walter López   |
|            | Jesús Tabora   |
| Cuarto     | Nelson Salgado |
| Quinto     | José Franco    |

| 1     | POR   | Edrick Menjívar   |     |
| 2     | DEF   | Maylor Núñez      | 56' |
| 12    | DEF   | Gabriel Araújo    |     |
| 16    | DEF   | Julián Martínez   |     |
| 17    | DEF   | Jonathan Paz      | 46' |
| 8     | MED   | Edwin Rodríguez   |     |
| 23    | MED   | Jorge Álvarez     | 56' |
| 32    | MED   | Carlos Pineda     |     |
| 33    | MED   | Michaell Chirinos | 87' |
| 19    | DEL   | Yustin Arboleda   |     |
| 27    | DEL   | Jerry Bengtson    |     |
| D. T. | D. T. | Pedro Troglio     |     |

| 23    | POR   | César Samudio      |     |
| 4     | DEF   | Javier Rivera      |     |
| 14    | DEF   | Javier Arriaga     |     |
| 27    | DEF   | Félix Crisanto     |     |
| 31    | DEF   | Mathías Techera    |     |
| 5     | MED   | Francisco Martínez |     |
| 10    | MED   | Damin Ramírez      |     |
| 17    | MED   | Alexy Vega         | 87' |
| 7     | DEL   | Isaac Castillo     | 71' |
| 9     | DEL   | Clayvin Zúniga     | 79' |
| 70    | DEL   | Iván López         | 87' |
| D. T. | D. T. | Hernán Medina      |     |

| 15 | DEF | André Orellana | 46' |
| 7  | MED | José Pinto     | 56' |
| 14 | DEF | Andy Najar     | 56' |
| 30 | DEL | Edwin Solano   | 87' |

| 8  | MED | Tomás Sorto    | 71' |
| 18 | DEL | Júnior Lacayo  | 79' |
| 26 | DEL | Samuel Elvir   | 87' |
| 11 | MED | Selvin Guevara | 87' |

| 18' · 66' · 70' | Arboleda Chirinos Arboleda | 1:0 2:1 3:1 |

| 26' (pen.) | A. Vega | 1:1 |

| 20' · 23' | J. Martínez J. Paz |

| 27' · 42' | F. Martínez F. Crisanto |

| Principal  | Saíd Martínez  |
| Asistentes | Walter López   |
|            | Jesús Tabora   |
| Cuarto     | Nelson Salgado |
| Quinto     | José Franco    |

| 1     | POR   | Edrick Menjívar   |     |
| 2     | DEF   | Maylor Núñez      | 56' |
| 12    | DEF   | Gabriel Araújo    |     |
| 16    | DEF   | Julián Martínez   |     |
| 17    | DEF   | Jonathan Paz      | 46' |
| 8     | MED   | Edwin Rodríguez   |     |
| 23    | MED   | Jorge Álvarez     | 56' |
| 32    | MED   | Carlos Pineda     |     |
| 33    | MED   | Michaell Chirinos | 87' |
| 19    | DEL   | Yustin Arboleda   |     |
| 27    | DEL   | Jerry Bengtson    |     |
| D. T. | D. T. | Pedro Troglio     |     |

| 23    | POR   | César Samudio      |     |
| 4     | DEF   | Javier Rivera      |     |
| 14    | DEF   | Javier Arriaga     |     |
| 27    | DEF   | Félix Crisanto     |     |
| 31    | DEF   | Mathías Techera    |     |
| 5     | MED   | Francisco Martínez |     |
| 10    | MED   | Damin Ramírez      |     |
| 17    | MED   | Alexy Vega         | 87' |
| 7     | DEL   | Isaac Castillo     | 71' |
| 9     | DEL   | Clayvin Zúniga     | 79' |
| 70    | DEL   | Iván López         | 87' |
| D. T. | D. T. | Hernán Medina      |     |

| 15 | DEF | André Orellana | 46' |
| 7  | MED | José Pinto     | 56' |
| 14 | DEF | Andy Najar     | 56' |
| 30 | DEL | Edwin Solano   | 87' |

| 8  | MED | Tomás Sorto    | 71' |
| 18 | DEL | Júnior Lacayo  | 79' |
| 26 | DEL | Samuel Elvir   | 87' |
| 11 | MED | Selvin Guevara | 87' |

| 18' · 66' · 70' | Arboleda Chirinos Arboleda | 1:0 2:1 3:1 |

| 26' (pen.) | A. Vega | 1:1 |

| 20' · 23' | J. Martínez J. Paz |

| 27' · 42' | F. Martínez F. Crisanto |

| Principal  | Saíd Martínez  |
| Asistentes | Walter López   |
|            | Jesús Tabora   |
| Cuarto     | Nelson Salgado |
| Quinto     | José Franco    |

### Final Vuelta
| 23    | POR   | César Samudio      |     |
| 4     | DEF   | Javier Rivera      |     |
| 14    | DEF   | Javier Arriaga     |     |
| 27    | DEF   | Félix Crisanto     | 90' |
| 31    | DEF   | Mathías Techera    |     |
| 5     | MED   | Francisco Martínez |     |
| 10    | MED   | Damin Ramírez      | 66' |
| 11    | MED   | Selvin Guevara     | 46' |
| 17    | MED   | Alexy Vega         |     |
| 18    | DEL   | Júnior Lacayo      | 46' |
| 70    | DEL   | Iván López         | 90' |
| D. T. | D. T. | Hernán Medina      |     |

| 1     | POR   | Edrick Menjívar   |     |
| 14    | DEF   | Andy Najar        | 81' |
| 15    | DEF   | André Orellana    |     |
| 16    | DEF   | Julián Martínez   |     |
| 17    | DEF   | Jonathan Paz      | 69' |
| 7     | MED   | José Mario Pinto  |     |
| 8     | MED   | Edwin Rodríguez   | 69' |
| 23    | MED   | Jorge Álvarez     | 81' |
| 32    | MED   | Carlos Pineda     |     |
| 19    | DEL   | Yustin Arboleda   |     |
| 33    | DEL   | Michaell Chirinos | 65' |
| D. T. | D. T. | Pedro Troglio     |     |

| 7  | MED | Issac Castillo   | 46' |
| 9  | DEL | Clayvin Zúniga   | 46' |
| 21 | MED | Odín Ramos       | 66' |
| 29 | MED | Jeyson Contreras | 90' |
| 52 | MED | Axel Alvarado    | 90' |

| 2  | DEF | Maylor Núñez    | 65' |
| 12 | DEF | Gabriel Araújo  | 69' |
| 30 | MED | Edwin Solano    | 69' |
| 6  | DEF | Brayan Beckeles | 81' |
| 34 | MED | Kevin López     | 81' |

| 38' · 70' | I. López A. Vega | 1:1 2:2 |

| 34' · 43' | E. Rodríguez J. Álvarez | 0:1 1:2 |

| 36' · 41' | F. Crisanto F. Martínez |

| 15' | C. Pineda |

| 48' | M. Techera |

| Principal  | Melvin Matamoros  |
| Asistentes | Christian Ramírez |
|            | Gerson Orellana   |
| Cuarto     | Selvin Brown      |
| Quinto     | Alidio Hernández  |

| 23    | POR   | César Samudio      |     |
| 4     | DEF   | Javier Rivera      |     |
| 14    | DEF   | Javier Arriaga     |     |
| 27    | DEF   | Félix Crisanto     | 90' |
| 31    | DEF   | Mathías Techera    |     |
| 5     | MED   | Francisco Martínez |     |
| 10    | MED   | Damin Ramírez      | 66' |
| 11    | MED   | Selvin Guevara     | 46' |
| 17    | MED   | Alexy Vega         |     |
| 18    | DEL   | Júnior Lacayo      | 46' |
| 70    | DEL   | Iván López         | 90' |
| D. T. | D. T. | Hernán Medina      |     |

| 1     | POR   | Edrick Menjívar   |     |
| 14    | DEF   | Andy Najar        | 81' |
| 15    | DEF   | André Orellana    |     |
| 16    | DEF   | Julián Martínez   |     |
| 17    | DEF   | Jonathan Paz      | 69' |
| 7     | MED   | José Mario Pinto  |     |
| 8     | MED   | Edwin Rodríguez   | 69' |
| 23    | MED   | Jorge Álvarez     | 81' |
| 32    | MED   | Carlos Pineda     |     |
| 19    | DEL   | Yustin Arboleda   |     |
| 33    | DEL   | Michaell Chirinos | 65' |
| D. T. | D. T. | Pedro Troglio     |     |

| 7  | MED | Issac Castillo   | 46' |
| 9  | DEL | Clayvin Zúniga   | 46' |
| 21 | MED | Odín Ramos       | 66' |
| 29 | MED | Jeyson Contreras | 90' |
| 52 | MED | Axel Alvarado    | 90' |

| 2  | DEF | Maylor Núñez    | 65' |
| 12 | DEF | Gabriel Araújo  | 69' |
| 30 | MED | Edwin Solano    | 69' |
| 6  | DEF | Brayan Beckeles | 81' |
| 34 | MED | Kevin López     | 81' |

| 38' · 70' | I. López A. Vega | 1:1 2:2 |

| 34' · 43' | E. Rodríguez J. Álvarez | 0:1 1:2 |

| 36' · 41' | F. Crisanto F. Martínez |

| 15' | C. Pineda |

| 48' | M. Techera |

| Principal  | Melvin Matamoros  |
| Asistentes | Christian Ramírez |
|            | Gerson Orellana   |
| Cuarto     | Selvin Brown      |
| Quinto     | Alidio Hernández  |

| 23    | POR   | César Samudio      |     |
| 4     | DEF   | Javier Rivera      |     |
| 14    | DEF   | Javier Arriaga     |     |
| 27    | DEF   | Félix Crisanto     | 90' |
| 31    | DEF   | Mathías Techera    |     |
| 5     | MED   | Francisco Martínez |     |
| 10    | MED   | Damin Ramírez      | 66' |
| 11    | MED   | Selvin Guevara     | 46' |
| 17    | MED   | Alexy Vega         |     |
| 18    | DEL   | Júnior Lacayo      | 46' |
| 70    | DEL   | Iván López         | 90' |
| D. T. | D. T. | Hernán Medina      |     |

| 1     | POR   | Edrick Menjívar   |     |
| 14    | DEF   | Andy Najar        | 81' |
| 15    | DEF   | André Orellana    |     |
| 16    | DEF   | Julián Martínez   |     |
| 17    | DEF   | Jonathan Paz      | 69' |
| 7     | MED   | José Mario Pinto  |     |
| 8     | MED   | Edwin Rodríguez   | 69' |
| 23    | MED   | Jorge Álvarez     | 81' |
| 32    | MED   | Carlos Pineda     |     |
| 19    | DEL   | Yustin Arboleda   |     |
| 33    | DEL   | Michaell Chirinos | 65' |
| D. T. | D. T. | Pedro Troglio     |     |

| 7  | MED | Issac Castillo   | 46' |
| 9  | DEL | Clayvin Zúniga   | 46' |
| 21 | MED | Odín Ramos       | 66' |
| 29 | MED | Jeyson Contreras | 90' |
| 52 | MED | Axel Alvarado    | 90' |

| 2  | DEF | Maylor Núñez    | 65' |
| 12 | DEF | Gabriel Araújo  | 69' |
| 30 | MED | Edwin Solano    | 69' |
| 6  | DEF | Brayan Beckeles | 81' |
| 34 | MED | Kevin López     | 81' |

| 38' · 70' | I. López A. Vega | 1:1 2:2 |

| 34' · 43' | E. Rodríguez J. Álvarez | 0:1 1:2 |

| 36' · 41' | F. Crisanto F. Martínez |

| 15' | C. Pineda |

| 48' | M. Techera |

| Principal  | Melvin Matamoros  |
| Asistentes | Christian Ramírez |
|            | Gerson Orellana   |
| Cuarto     | Selvin Brown      |
| Quinto     | Alidio Hernández  |

| 23    | POR   | César Samudio      |     |
| 4     | DEF   | Javier Rivera      |     |
| 14    | DEF   | Javier Arriaga     |     |
| 27    | DEF   | Félix Crisanto     | 90' |
| 31    | DEF   | Mathías Techera    |     |
| 5     | MED   | Francisco Martínez |     |
| 10    | MED   | Damin Ramírez      | 66' |
| 11    | MED   | Selvin Guevara     | 46' |
| 17    | MED   | Alexy Vega         |     |
| 18    | DEL   | Júnior Lacayo      | 46' |
| 70    | DEL   | Iván López         | 90' |
| D. T. | D. T. | Hernán Medina      |     |

| 1     | POR   | Edrick Menjívar   |     |
| 14    | DEF   | Andy Najar        | 81' |
| 15    | DEF   | André Orellana    |     |
| 16    | DEF   | Julián Martínez   |     |
| 17    | DEF   | Jonathan Paz      | 69' |
| 7     | MED   | José Mario Pinto  |     |
| 8     | MED   | Edwin Rodríguez   | 69' |
| 23    | MED   | Jorge Álvarez     | 81' |
| 32    | MED   | Carlos Pineda     |     |
| 19    | DEL   | Yustin Arboleda   |     |
| 33    | DEL   | Michaell Chirinos | 65' |
| D. T. | D. T. | Pedro Troglio     |     |

| 7  | MED | Issac Castillo   | 46' |
| 9  | DEL | Clayvin Zúniga   | 46' |
| 21 | MED | Odín Ramos       | 66' |
| 29 | MED | Jeyson Contreras | 90' |
| 52 | MED | Axel Alvarado    | 90' |

| 2  | DEF | Maylor Núñez    | 65' |
| 12 | DEF | Gabriel Araújo  | 69' |
| 30 | MED | Edwin Solano    | 69' |
| 6  | DEF | Brayan Beckeles | 81' |
| 34 | MED | Kevin López     | 81' |

| 38' · 70' | I. López A. Vega | 1:1 2:2 |

| 34' · 43' | E. Rodríguez J. Álvarez | 0:1 1:2 |

| 36' · 41' | F. Crisanto F. Martínez |

| 15' | C. Pineda |

| 48' | M. Techera |

| Principal  | Melvin Matamoros  |
| Asistentes | Christian Ramírez |
|            | Gerson Orellana   |
| Cuarto     | Selvin Brown      |
| Quinto     | Alidio Hernández  |

|                             |
| Campeón Olimpia 38.° título |

## Final del Descenso
| 1 de mayo de 2023, 15:00 | Vida                  | 1:0 (0:0) | Lobos UPNFM | Estadio Ceibeño, La Ceiba. |                            |
|                          | Portillo 90+2' (pen.) | Reporte   |             | Árbitro(s): Armando Castro | Árbitro(s): Armando Castro |

| 4 de mayo de 2023, 15:00 Archivo:CanalDeportesTVC2023.png | Lobos UPNFM                                  | 3:0 (1:0) (Global 3:1) | Vida | Estadio Emilio Williams, Choluteca. |                            |
|                                                           | Macías 41' · J. Róchez 54' · C. Róchez 90+1' | Reporte                |      | Árbitro(s): Nelson Salgado          | Árbitro(s): Nelson Salgado |

### Descendido
| 50×50px                  |
| Vida                     |
| Descendido el 04/05/2024 |

## Estadísticas

### Máximos goleadores
| Jugador           | Equipo        | Goles | Part. | Prom. | Min. | Frec.  |
| ----------------- | ------------- | ----- | ----- | ----- | ---- | ------ |
| Alexy Vega        | Marathón      | 14    | 21    | 0.67  | 1597 | 114.07 |
| Yustin Arboleda   | Olimpia       | 11    | 21    | 0.52  | 1725 | 156.82 |
| Jerry Bengtson    | Olimpia       | 10    | 22    | 0.45  | 1620 | 162    |
| Agustín Auzmendi  | Motagua       | 10    | 17    | 0.59  | 1455 | 145.5  |
| Carlos Small      | Real España   | 7     | 20    | 0.35  | 1428 | 204    |
| Edwin Rodríguez   | Olimpia       | 7     | 20    | 0.35  | 1391 | 198.71 |
| Michaell Chirinos | Olimpia       | 6     | 23    | 0.26  | 1509 | 251.5  |
| Rony Martínez     | Real Sociedad | 6     | 17    | 0.35  | 1245 | 207.5  |
| Rubilio Castillo  | Motagua       | 6     | 15    | 0.4   | 770  | 128.33 |
| Roberto Moreira   | Génesis       | 5     | 21    | 0.24  | 1602 | 320.4  |

### Máximos asistentes
| Jugador           | Equipo      | Asistencias | Part. | Prom. | Min. | Frec. |
| ----------------- | ----------- | ----------- | ----- | ----- | ---- | ----- |
| Agustín Auzmendi  | Motagua     | 6           | 17    | 0.35  | 1455 | 242.5 |
| Jhow Benavídez    | Real España | 5           | 20    | 0.25  | 1621 | 324.2 |
| Alexy Vega        | Marathón    | 5           | 21    | 0.24  | 1597 | 319.4 |
| Michaell Chirinos | Olimpia     | 5           | 23    | 0.22  | 1509 | 187.5 |
| Iván López        | Marathón    | 5           | 21    | 0.24  | 1622 | 324.4 |

### Mejores porteros
| Jugador          | Equipo   | G.R. | Part. | G.P.  | Min. | Frec.   | V.I. | V.I.% |
| ---------------- | -------- | ---- | ----- | ----- | ---- | ------- | ---- | ----- |
| Edrick Menjívar  | Olimpia  | 24   | 24    | 1     | 2160 | 90      | 7    | 14.3% |
| Jonathan Rougier | Motagua  | 22   | 19    | 1.158 | 1710 | 77.727  | 9    | 11.1% |
| Harold Fonseca   | Olancho  | 12   | 18    | 0.667 | 1564 | 130.333 | 11   | 9.1%  |
| Gerson Argueta   | Génesis  | 14   | 17    | 0.824 | 1485 | 106.071 | 11   | 9.1%  |
| César Samudio    | Marathón | 23   | 22    | 1.045 | 1980 | 123.75  | 7    | 14.3% |

### Hat-tricks & Pókers
| Fecha      | Jugador        | Goles | Partido          |
| ---------- | -------------- | ----- | ---------------- |
| 12/11/2023 | Jerry Bengtson | 3     | Olimpia-Marathón |